# Jerome Ehlers
Jerome Ehlers (* 20. Dezember 1958 in Perth; † 9. August 2014 in Sydney) war ein australischer Schauspieler und Drehbuchautor.

## Leben
Ehlers absolvierte für seine Schauspielausbildung das National Institute of Dramatic Art, die er 1987 abschloss. Er war überwiegend in australischen TV-Produktionen zu sehen. Jerome Ehlers war auch als Drehbuchautor tätig und Mitglied der „Australian Writers Guild“.
Jerome Ehlers war von Dezember 1988 bis zu seiner Scheidung 1993 mit Emily Simpson verheiratet. Aus der Ehe entstammt ein Sohn. Im September 2001 heiratete Jerome Ehlers in zweiter Ehe die Schauspielerin Elly Bradbury, mit der er ein Kind hatte.
Ehlers starb am 9. August 2014 nach zehnmonatigem Kampf gegen eine Krebserkrankung.

## Filmografie (Auswahl)
- 1989: Bangkok Hilton
- 1990: Quigley der Australier (Quigley Down Under)
- 1991: Deadly – Stärker als der Hass (Deadly)
- 1992: Fatal Band – Das tödliche Prinzip (Fatal Band)
- 1993: Power Cup (Irresistible Force)
- 1993: Time Trax – Zurück in die Zukunft (Time Trax)
- 1995: Sahara – Wüste des Todes (Sahara)
- 1995: Flippers neue Abenteuer (Flipper, Fernsehserie)
- 1998: Water Rats – Die Hafencops (Water Rats, Fernsehserie)
- 1999–2001: Die verlorene Welt (The Lost World, Fernsehserie)
- 2000: Du kannst nicht entkommen (Virtual Nightmare)
- 2001: Beastmaster – Herr der Wildnis (BeastMaster, Fernsehserie)
- 2001: Teen Star (The Wilde Girls)
- 2001: Cubbyhouse - Spielplatz des Teufels (Cubbyhouse)
- 2003: Gesetzlos – Die Geschichte des Ned Kelly (Ned Kelly)
- 2005: The Great Raid – Tag der Befreiung (The Great Raid)
- 2006: The Marine
- 2007: The Starter Wife – Alles auf Anfang (The Starter Wife, Fernsehserie)
- 2008–2009: Die Chaosfamilie (Packed of the Rafters, Fernsehserie)
- 2011: Crownies (Fernsehserie)
- 2012–2013: House Husbands (Fernsehserie)